# Frank Koopmann
Frank Koopmann (* 17. August 1968 in Aldekerk) ist ein deutscher Drehbuchautor für Film und Fernsehen.

## Leben
Frank Koopmann schrieb an Drehbüchern für zahlreiche Fernsehproduktionen mit. 1999 gründete Frank Koopmann zusammen mit seinen Kollegen Jörg Alberts, Roland Heep und Jeanet Pfitzer die Autorengruppe mondo23, zu der seit Sommer 2018 auch der Bochumer Comedy-Autor Gerry Streberg gehört. Im März 2018 gewann Frank Koopmann zusammen mit seinen Co-Autoren Jeanet Pfitzer und Roland Heep in Lissabon den European Science TV and New Media Award für ihre SOKO Leipzig Episode „Ein Fall für Rettig“.

## Filmografie
- Unter uns (RTL Television, 1994–1998)
- Der Clown (RTL Television, 1998–2001)
- Bei aller Liebe (BR, 2000–2003)
- Alarm für Cobra 11 – Die Autobahnpolizei (RTL Television, ab 2000)
- SOKO Leipzig (ZDF, ab 2001)
- Hai-Alarm auf Mallorca! (RTL Television, 2003)
- Der Elefant – Mord verjährt nie (Sat1, 2004)
- GSG 9 – Die Elite-Einheit (Sat1, 2006–2008)
- R. I. S. – Die Sprache der Toten (Sat1, 2007)
- The Bill – Proof of Life Part 2 (ITV, 2008)
- Der Abgrund – Eine Stadt stürzt ein (ProSieben, 2008)
- World Express – Atemlos durch Mexiko (RTL Television, 2010)
- Der Kriminalist (ZDF, ab 2010)
- Tatort Köln – Trautes Heim (ARD, 2012)
- Tatort Köln – Bombengeschäft (ARD, 2019)
- Ein Fall für Zwei (ZDF, ab 2020)
- SOKO Linz (ORF/ZDF, ab 2021)
- Die Toten vom Bodensee (ORF/ZDF, ab 2022)
  - Das zweite Gesicht (2022)
  - Unter Wölfen (2022)
  - Der Nachtalb (2023)
  - Atemlos (2024)
  - Die Messias (2024)
  - Nachtschatten (2024)
  - Die Medusa (2025)
  - Das Geisterschiff (2025)